# Kościół Ewangelicko-Prezbiteriański Iranu
Ewangelicko-Prezbiteriański Kościół Iranu – Kościół protestancki tradycji reformowanej działający na terenie Iranu. Początki jego działalności sięgają 1834 roku.
Powstanie Kościoła było efektem działalności amerykańskich misjonarzy prezbiteriańskich. Praca misyjna rozpoczęła się wśród Asryjczyków w roku 1834. Od roku 1862 zbory w Iranie stanowiły, pod względem administracyjnym, regionalny synod Kościoła Prezbiteriańskiego (USA). W 1934 roku Kościół stał się niezależny.
Obecnie Kościół podzielony jest na prezbiterie – wedle kryterium językowego – perską, asyryjską i ormiańską. Każda z nich posiada dwóch reprezentantów na synodzie.
Od czasów Rewolucji Islamskiej, gdy zakazana została działalność ewangelizacyjna wśród muzułmanów, kościół doświadcza trudności ze strony władz. Głównym ich powodem jest kwestia dopuszczania przez Kościół nabożeństw w języku perskim. Kościół prezbiteriański, podobnie jak Kościół anglikański oraz zielonoświątkowy Kościół Zborów Bożych, nie wykluczył ze swoich nabożeństw języka perskiego. W związku z tym w roku 2012 prezbiteriański Kościół św. Piotra oraz Kościół Emmanuela otrzymały zakaz sprawowania nabożeństw w języku perskim. Kościoły w Teheranie otrzymały propozycję odprawiania nabożeństw w języku perskim w niedziele, która jest w Iranie zwykłym dniem roboczym, zamiast piątku. Następnie Kościół Emmanuela otrzymał zakaz wszelkich aktywności poza niedzielnymi nabożeństwami. W 2014 roku przed drzwiami Kościoła św. Piotra stanęli strażnicy zapewniający zakaz wstępu dla osób perskojęzycznych.